# Рогожарски Р-313
Рогожарски Р-313 (срб. — Rogozarski R-313) — югославский двухместный двухмоторный моноплан, спроектированный на заводе Рогожарски. Предполагалось его использование в качестве истребителя, легкого бомбардировщика или самолета-разведчика.
Заказ на Рогожарски Р-313 поступил в 1938 году, но первый его прототип был выпущен лишь в 1940 году под обозначением SIM-XV. Первый полёт прошёл в том же 1940 году. В планах был выпуск мелкой серии из 25 самолетов в трех его исполнениях, но этому помешало Апрельское вторжение.

## Описание конструкции
Rogozarski R-313 являлся двухместным двухмоторным самолётом . Он оснащался двумя 12-цилиндровыми рядными двигателями воздушного охлаждения Walter Sagitta I-SR. Самолёт имел эллиптический деревянный фюзеляж, покрытый фанерой. Ей же обшивались трапециевидные крылья с закругленными концами на хвосте. Шасси самолёта состояло из трех колес. Передние располагались в мотогандолах, хвостовое колесо располагалось в конце фюзеляжа. Все три колеса убирались внутрь. Топливный бак располагался в центральной части фюзеляжа между крыльями. Предполагалось три варианта данного самолёта.
Истребитель. Данная версия являлась базовой для последующих версий самолёта. Она оснащалась фиксированной 20-мм пушкой Hispano Suiza, выступавшей в передней части фюзеляжа, а также одним пулеметом FN винтовочного калибра в подвижной установке, установленным в кабину второго пилота;
Самолет-разведчик. Этот вариант самолёта должен был быть оснащен камерой и радиостанцией;
Легкий бомбардировщик. Данная версия должна была нести четыре 106-килограммовые бомбы. Бомболюк находился рядом с местом второго пилота, который контролировал сброс бомб.

## Описание характеристик

#### Габариты
| Размер крыла             | 13 м.                                                                |
| Длина                    | 11 м.                                                                |
| Высота                   | 2,68 м.                                                              |
| Площадь крыла            | 26,40 м².                                                            |
| Масса (Пустого самолёта) | 2950 кг.                                                             |
| Масса (взлетная)         | 4270 кг.                                                             |
| Максимальная скорость    | 460 км/ч                                                             |
| Дальность полёта         | 8600 м.                                                              |
| Время набора высоты      | 1000 метров за 2 минуты 3000 метров за 5,7 минут                     |
| Двигатель                | 2 x Walter Sagitta I-SR 373 кВт. (500 л. с.)                         |
| Вооружение               | 1 x 20 мм пушка HS 404 1 × 7,92 мм пулемёт FN «Browing» 400 кг бомбы |

## История эксплуатации
В июне 1938 года, в то время когда обстановка в Европе обострилась вследствие политического давления гитлеровской Германии, в Белграде был проведен первый международный авиасалон. Данное мероприятие должно было стать первой в череде «балканских» авиасалонов — этакого аналога парижских выставок. Однако события в Европе, последовавшие за этим авиасалоном, сделали его повторение невозможным.
Прототип самолёта был спроектирован и построен на заводе Рогожарски в Белграде в 1940 году. В том же году были проведены испытания, в ходе которых самолёт показал неплохие летные характеристики. К сожалению, производство данного самолёта дальше стадии прототипа не пошло. Однако такие характеристики, как скорость, скороподъемность и расстояние, необходимое для взлета, выгодно отличали его от других истребителей того времени. Единственным существенным недостатком была относительная недостаточная мощность двигателя. Для решения данной проблемы обсуждался вопрос об оснащении самолёта более мощным двигателем, либо немецким Daimler-Benz DB 601, либо английским Rolls-Royce Merlin. Из-за начала войны и вторжения нацистской Германии в Югославию данный вопрос остался нерешеным. В ходе событий прототип Rogozarski R-313 был уничтожен. Точная причина так и не установлена, но существует две версии причины его уничтожения.
- Согласно первой версии, прототип во время нацистского вторжения в Югославию входил в состав 603-й учебной эскадрильи, которая дислоцировалась на аэродроме в Грабе, недалеко от Требинье. 12 апреля 1941 года при попытке взлететь из Граба он был поврежден. Он был перегружен из-за чего у него были сломаны стойки шасси. В следствии было принято решение его бросить. Спустя некоторое время немцы захватили прототип и продали машину хорватским ВВС[1]. В их составе самолёт был назван «Независимый» (хорв. — Neovisno); после ремонта 19 мая 1942 года был проведен испытательный полет, во время которого случилась диверсия, в результате чего машина была повреждена[1]. Поломки самолёта были на столько существенны, что он оказался не пригоден к ремонту и последующей эксплуатации. Поэтому было принято решение его уничтожить.
- По второй версии, самолёт также входил в состав 603-й учебной эскадрильи военно-воздушных сил. Стремясь спасти самолёт от уничтожения, машину перегнали на более безопасный аэродром в Мостаре. Перед распадом югославской армии, командованием ВВС было принято решение эвакуировать прототип в Грецию. Самолёт был успешно поднят в воздух, но по дороге в Грецию он был уничтожен немецким самолётом.